# Francesco Bassano der Jüngere

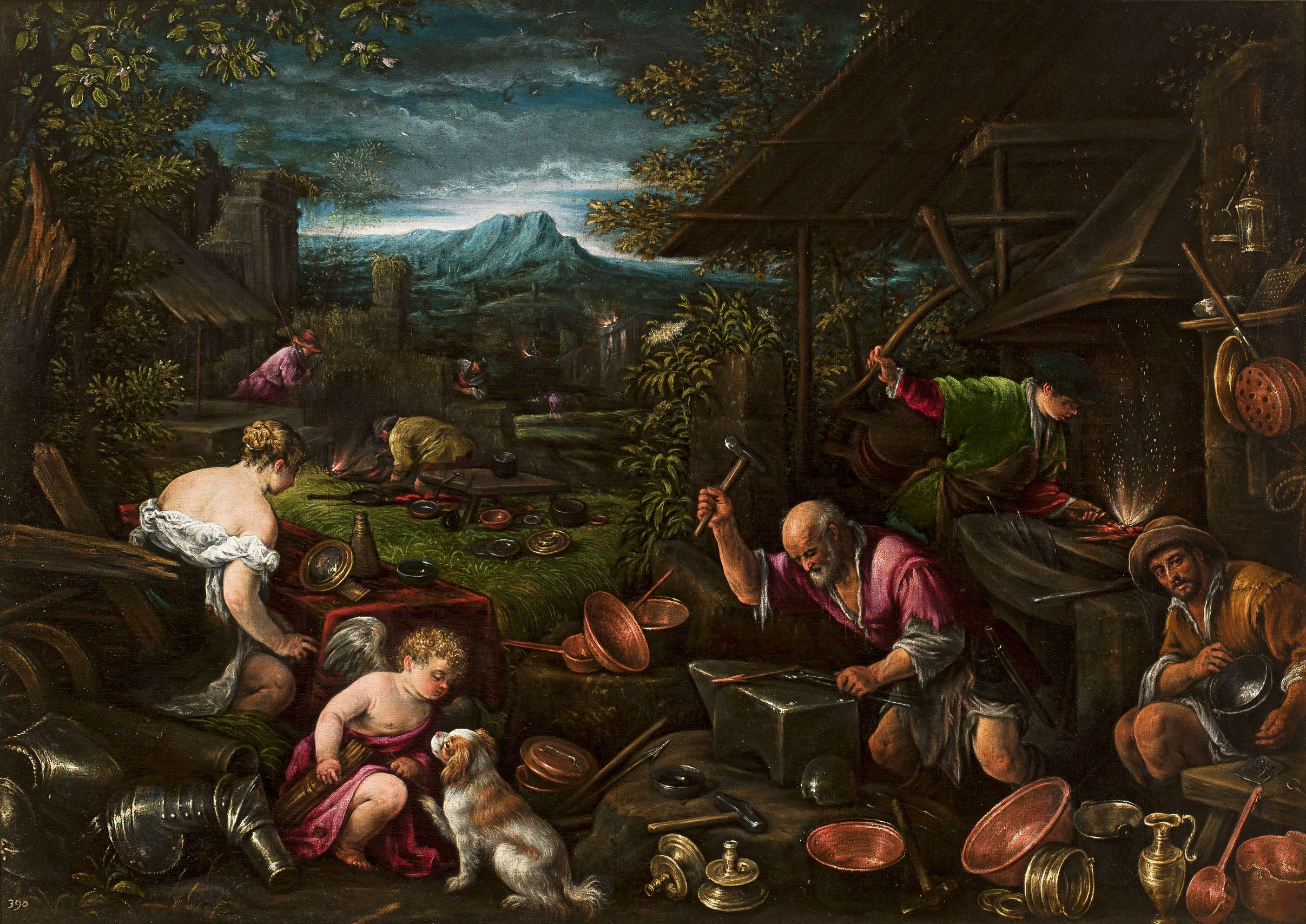
Die Schmiede des Vulcanus, Ölgemälde von Francesco Bassano d. Jr., Nationalmuseum Warschau

Francesco Bassano der Jüngere (* 7. Januar 1549 in Bassano del Grappa; † 3. Juli 1592 in Venedig; eigentlich Francesco Giambattista da Ponte) war ein italienischer Maler. 
Der älteste Sohn, Schüler und Mitarbeiter von Jacopo Bassano arbeitete zu Beginn seiner Karriere an Bildern seines Vaters mit, vor allem an der Anfertigung großer Altartafeln. Seine erste unabhängige Arbeit, ein Wachtelwunder, ist um 1566 zu datieren. Der flämischen Kunst ähnlich bediente er sich auch ländlicher Motive, die oft eine sprühende Farbigkeit erreichten. In der natürlichen Wiedergabe von Tieren war er der Malweise seines Vaters sehr ähnlich, wobei dies oft zu Verwechslungen führte. Seit 1580 war er in Venedig und führte den venezianischen Zweig der Werkstatt Bassano weiter, bis er sich wenige Monate nach dem Tod seines Vaters das Leben nahm. Danach übernahm sein Bruder Leandro die Werkstatt.